# GEODSS
GEODSS pour Ground-based Electro-Optical Deep Space Surveillance (que l'on peut traduire par « Système au sol de surveillance électro-optique de l'espace profond ») est un programme de l'United States Air Force déclaré opérationnel le 30 juin 1982. Depuis fin décembre 2019, il dépend de la United States Space Force.
Le système GEODSS a pris la relève de l'ancien procédé de suivi optique des objets spatiaux à chambres de Baker-Nunn datant des années 1950.

## Caractéristiques
Il a été développé dans les années 1980 par la Société TRW située à Newbury Park, en Californie aux États–Unis.
Il utilise l'association de caméras automatiques à très haute définition couplées à de puissants ordinateurs et un système de positionnement ultra précis permettant de visualiser des objets de 20 cm de diamètre à plus de 320 000 kilomètres de la Terre.
Ces caméras automatiques sont constituées de puissants télescopes de 102 cm et 42 cm de diamètre reliés à des capteurs vidéo ultra sensibles capables de détecter des détails 10 000 fois plus faibles que ce que l'œil humain peut voir.
L'inconvénient principal de ces caméras étant qu'elles ne sont efficientes que la nuit et en l'absence de nuages.
Le but initial est de répertorier tous les objets susceptibles de causer des dégâts soit en percutant un satellite en activité soit en pénétrant dans l'atmosphère et ce depuis le lancement du premier satellite "Spoutnik" jusqu'aux milliers de débris flottants dans l'espace.
Ce faisant, des ordinateurs analysent la trajectoire et permettent de calculer le point d'impact afin de permettre le cas échéant de prendre les mesures de protections adéquates.
Ces télescopes scrutant l'espace permettent également de détecter par superposition de clichés, le mouvement des corps célestes mobiles (astéroïdes) en les différenciant des étoiles. Ceci est possible car les objectifs optiques sont calés et asservis au mouvement de la terre de manière à rendre visuellement immobiles les étoiles, rendant de fait visualisables par de fins traits lumineux, tous les corps s'étant déplacés dans le champ de vision entre différents clichés.
(les étoiles, étant devenues des points fixes, sont "effacées" électroniquement de manière à ne laisser visibles que les stries lumineuses produites par les objets mobiles s'étant déplacés entre deux clichés)
Là également, des superordinateurs procèdent au calcul de la trajectoire et transmettent leurs rapports instantanément au NORAD (anciennement à la base Cheyenne Mountain) et répercuté au U. S. Strategic Command's Joint Space Operations Center Space Situational Awareness Operations Cell situé à Vandenberg Air Force Base qui est responsable de la surveillance des objets spatiaux artificiels.

## Implantation
Il y a, en 2022, trois stations opérationnelles sur Terre. Elles sont implantées :
- à Socorro au Nouveau-Mexique (ouvert en mai 1982, opérationnel depuis 1983),
- sur l'île de Maui dans l'archipel d'Hawaï (ouvert en mai 1982, opérationnel depuis 1983),
- sur l'île de Diego Garcia dans l'Océan Indien (opérationnel depuis février 1987).

Ces trois stations sont gérées par le 20th Space Surveillance Squadron (en) du Space Operations Command (en) (Space Delta 2 (en)) basé à Eglin AFB en Floride.
Une station située à Choe Jong San près de Taegu en Corée du Sud ouverte en 1982 a été fermée en 1993 à la suite de restrictions budgétaires et du smog. Un projet de construction d'une station au Portugal ne s'est pas concrétisé.
Chaque site dispose de trois télescopes repositionnables rapidement à moins de 1,5 seconde d'arc : deux de type Cassegrain d'un diamètre de 102 cm pour observer les objets lents à haute altitude et un troisième de type Schmidt-Cassegrain de 38 cm pour la recherche des objets les plus rapides à des altitudes plus basses (Diego Garcia a trois Cassegrain et aucun Schmidt).
La station de Maui a également été utilisée par le programme Near Earth Asteroid Tracking (NEAT) de recherche d'astéroïdes tandis que la station de Socorro fait partie depuis 1998 du programme Lincoln Near-Earth Asteroid Research (LINEAR).
Le laboratoire Lincoln du Massachusetts Institute of Technology continue d'utiliser le prototype du GEODSS pour la R&D.